# زوگربرگ
زوگربرگ (به لاتین: Zugerberg) یک کوه در سوئیس است که در کانتون زوگ واقع شده‌است. زوگربرگ ۱٬۰۳۹ متر بالاتر از سطح دریا واقع شده‌است.